# Uccelli 2 - La paura
Uccelli 2 - La paura (El ataque de los pájaros) è un film del 1987 diretto da René Cardona Jr.. 
Il film venne distribuito in Italia con un titolo che lo facesse apparire come un sequel de Gli uccelli di Alfred Hitchcock.